# گلادیس اندرسون امرسون
گلادیس اندرسون امرسون (انگلیسی: Gladys Anderson Emerson; ۱ ژوئیهٔ ۱۹۰۳ – ۱۸ ژانویهٔ ۱۹۸۴) مورخ، بیوشیمیست و متخصص تغذیه آمریکایی بود که در مورد تأثیر ویتامین‌ها روی بدن تحقیق کرد. او اولین کسی بود که ویتامین E راجدا کرد و در سال ۱۹۵۲ موفق به کسب مدال Garvan-Olin شد.

## اوایل زندگی
گلادیس اندرسون در اول ژوئیه سال ۱۹۰۳ در کلدول، کانزاس بدنیا آمد. او تنها فرزند اوتیس و لوئیز اندرسون بود. دوران مدرسه اش را در فورت وورث، تگزاس گذارند و دبیرستان را ال رنو، اکلاهما طی کرد.